# Historia de la pizza

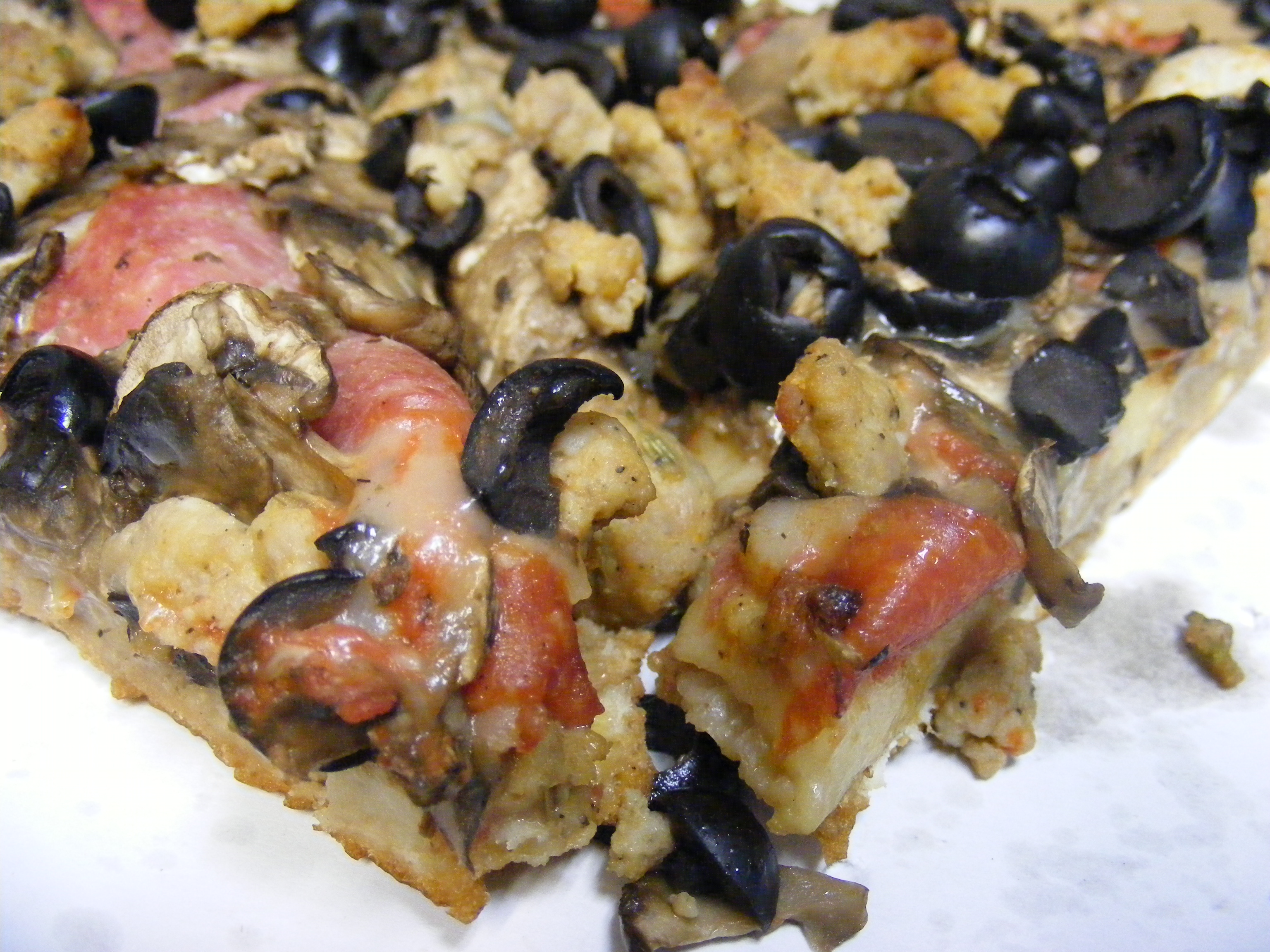
La pizza evoluciona al incluir diversos ingredientes.

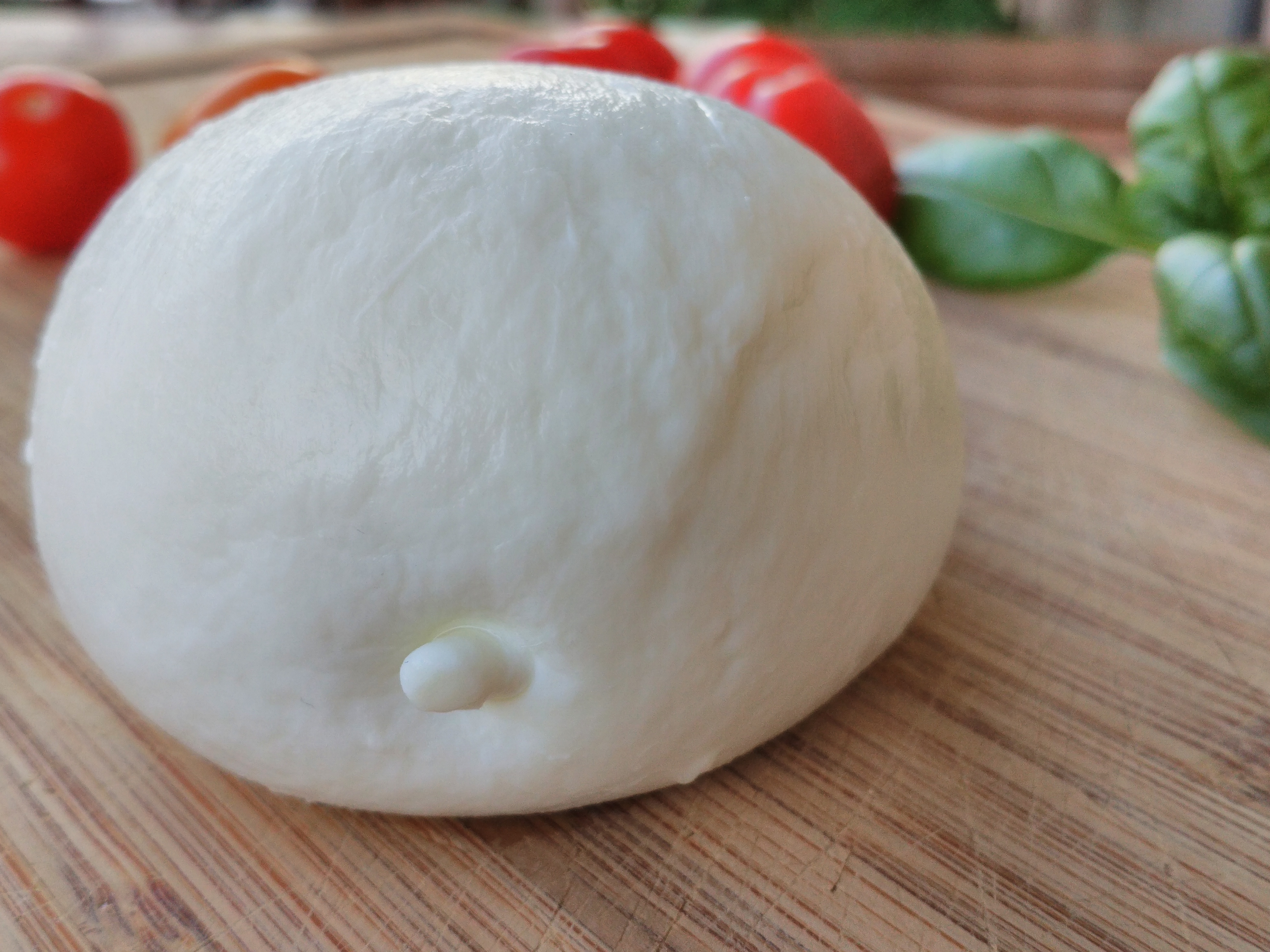
La mozzarella es uno de los ingredientes que siempre ha acompañado a la actual pizza.

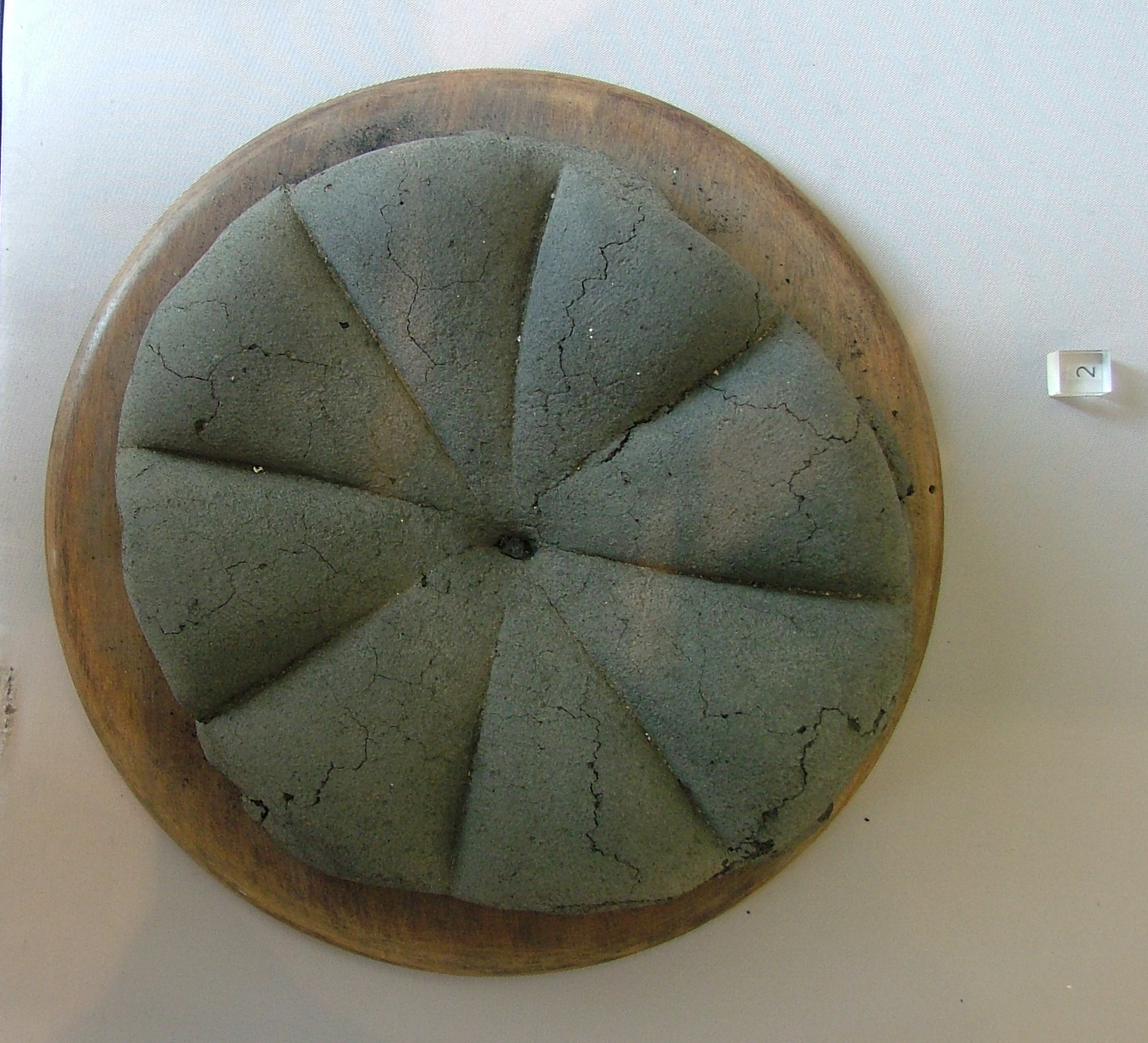
Pan extraído de las ruinas de Pompeya, nótese los cortes de ocho porciones similar a los que se hacen en las pizzas modernas.

La historia de la pizza comienza seguramente hace tiempo con la historia del empleo del pan por parte de la humanidad. Se tiene constancia de que en la antigua Grecia (cuna de los panes planos), donde ya se servía el plakuntos decorado con hierbas, especias, ajo y cebolla, en la época de Darío I el Grande (521-500 a. C.), los soldados persas tomaban pan plano con queso fundido y dátiles por su parte superior, y Virgilio en la Eneida menciona un plato similar.
Muchos autores afirman que la pizza, tal y como se conoce en la actualidad, procede de la ciudad de Nápoles (Italia) y aparece como plato popular entre los napolitanos, en algún instante no definido del siglo XVII. Es pues que la pizza nace de un alimento elaborado por los habitantes humildes de la ciudad de Nápoles y la composición no fuera tan variada como la actual.
Los panes planos y las preparaciones fundamentadas en ellos, como la pizza, son típicos de las cocinas mediterráneas. De esta manera, se tiene la antigua "focaccia" (alimento muy popular entre los soldados romanos) que se remonta a los antiguos etruscos; la coca (que posee variantes dulces y saladas) de la cocina española; el pan pita griego y relacionado con la turca "pide" y la africana injera. Panes similares existen fuera del área del mediterráneo, entre ellos se encuentra el indio "paratha" y el alemán "flammkuchen". La existencia de estas variantes locales ha hecho que la denominación de la «pizza» haya quedado diluida en una infinidad de variantes regionales.
La pizza es una de las comidas rápidas más internacionales (junto con la hamburguesa), que se ha extendido desde Nápoles al resto de Italia y después al mundo, debido quizás a la inmigración italiana a diversas partes, diáspora que sacó fuera de las fronteras este plato. Desde la invención, la pizza ha sufrido muchas modificaciones regionales, por ejemplo en Roma es muy popular la pizza al taglio, en Liguria la sardenara, en Sicilia la sfincione, etc. Y fuera de Italia en Argentina (país con más pizzerias por habitante en el mundo) la Fugazzetta, en  México la pizza mexicana, la árabe manakish, en EE. UU. la chicago-style pizza, la francesa pissaladière, etc.

## Los orígenes

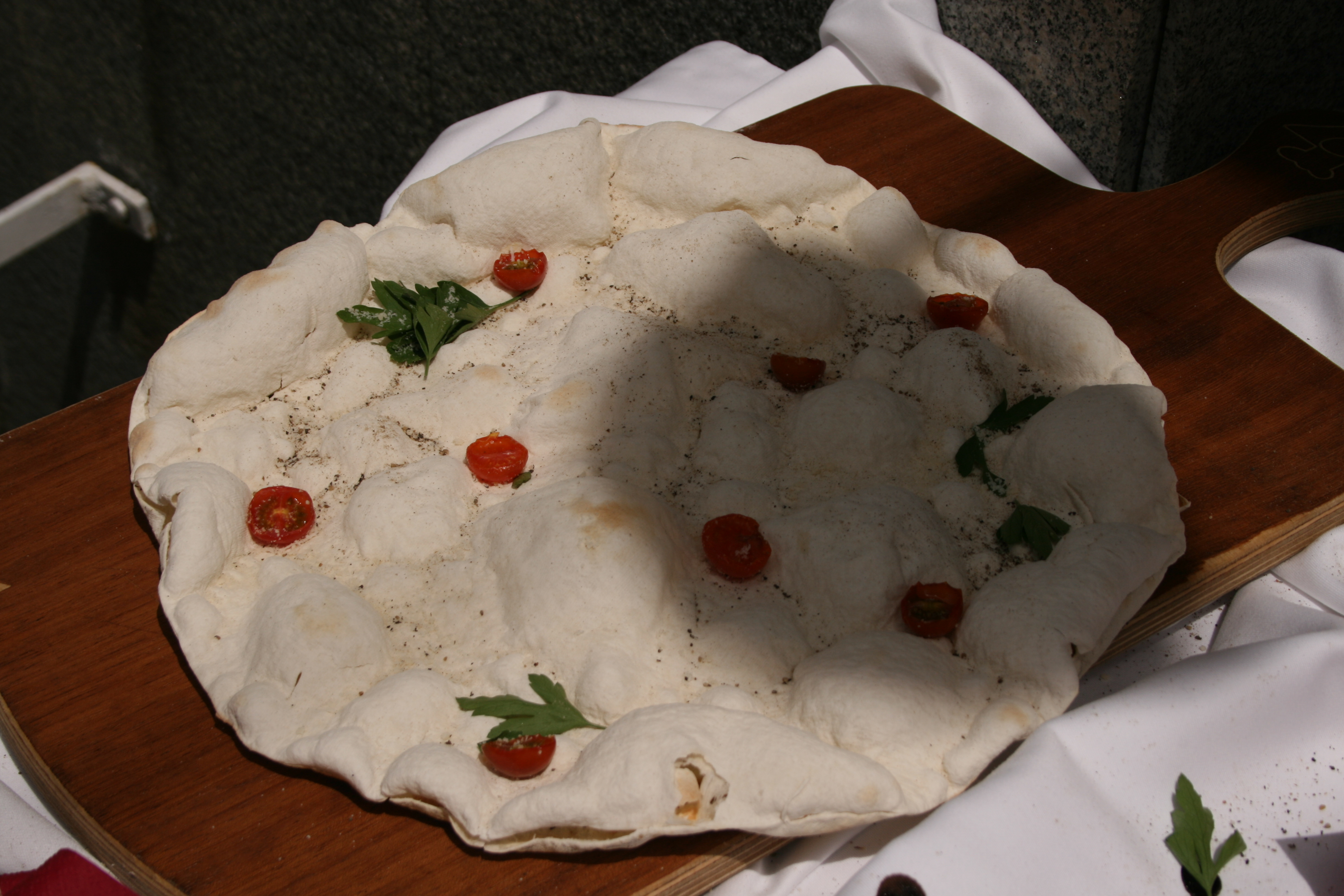
La focaccia (pizza blanca) apunta a ser uno de los orígenes de la pizza.

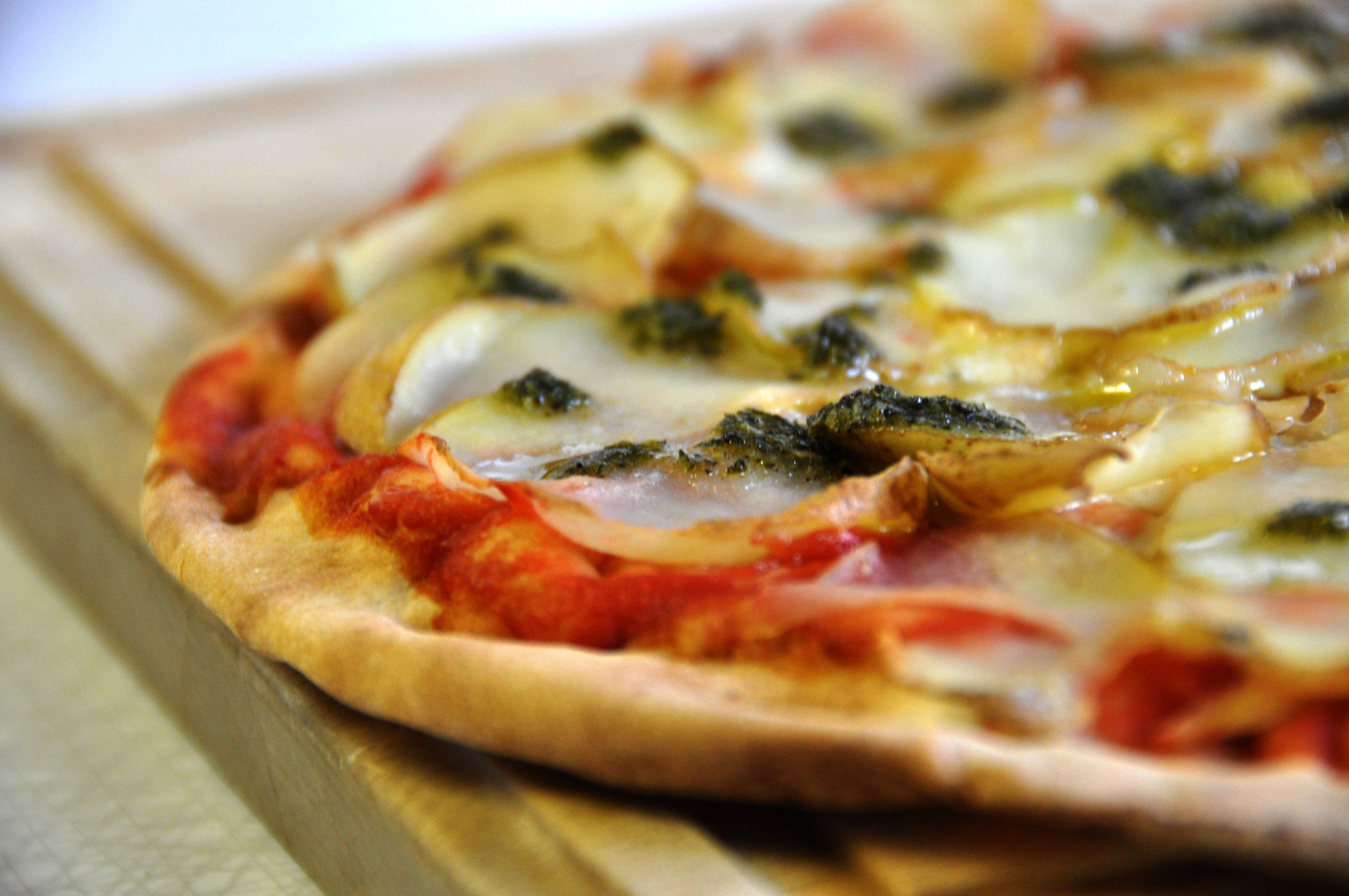
La inclusión de ingredientes fuera de los tradicionales italianos ha causado su expansión mundial.

Es impresionante pensar que los primeros panes elaborados con una especie de masa de cereales (un porridge) puesta al sol, o a una fuente de calor como puede haber sido una piedra, llevara algún condimento encima. La pizza entendida de su forma más simple: como la mezcla de una masa de pan elaborada al horno y que se cubre posteriormente con salsa de tomate y queso. Necesita de la concurrencia de todos sus ingredientes para establecer su origen. El pan y el queso son alimentos ciertamente antiguos en la historia de la alimentación. El pan acompaña la humanidad desde el 8000 a. C., y el queso se remonta a tiempos más remotos. Mientras que el tomate aparece en Europa ya en el siglo XVI, no es aceptado por la población como un alimento hasta finales del siglo XVII. Es decir, el origen de la pizza entendida actualmente, no puede datar de antes del siglo XVII. A pesar de ello, es muy posible que existiesen variantes sin salsa de tomate en la gastronomía de Italia, un ejemplo es la focaccia. Autores romanos describen en la literatura alimentos similares, un caso es Catón el Viejo que hace una descripción de la comida del romano medio en forma de pan plano aliñado con diversos condimentos. De la misma manera, Marcus Gavius Apicius —que escribió el único libro de cocina romana que ha sobrevivido: De re coquinaria, menciona la elaboración de numerosos panes planos aliñados en su superficie con aceite de oliva, perejil, orégano, etc. Es muy posible que se sirvieran abiertas y que posteriormente se plegaran sobre sí mismas para dar lugar al calzone.

## La Proto-pizza

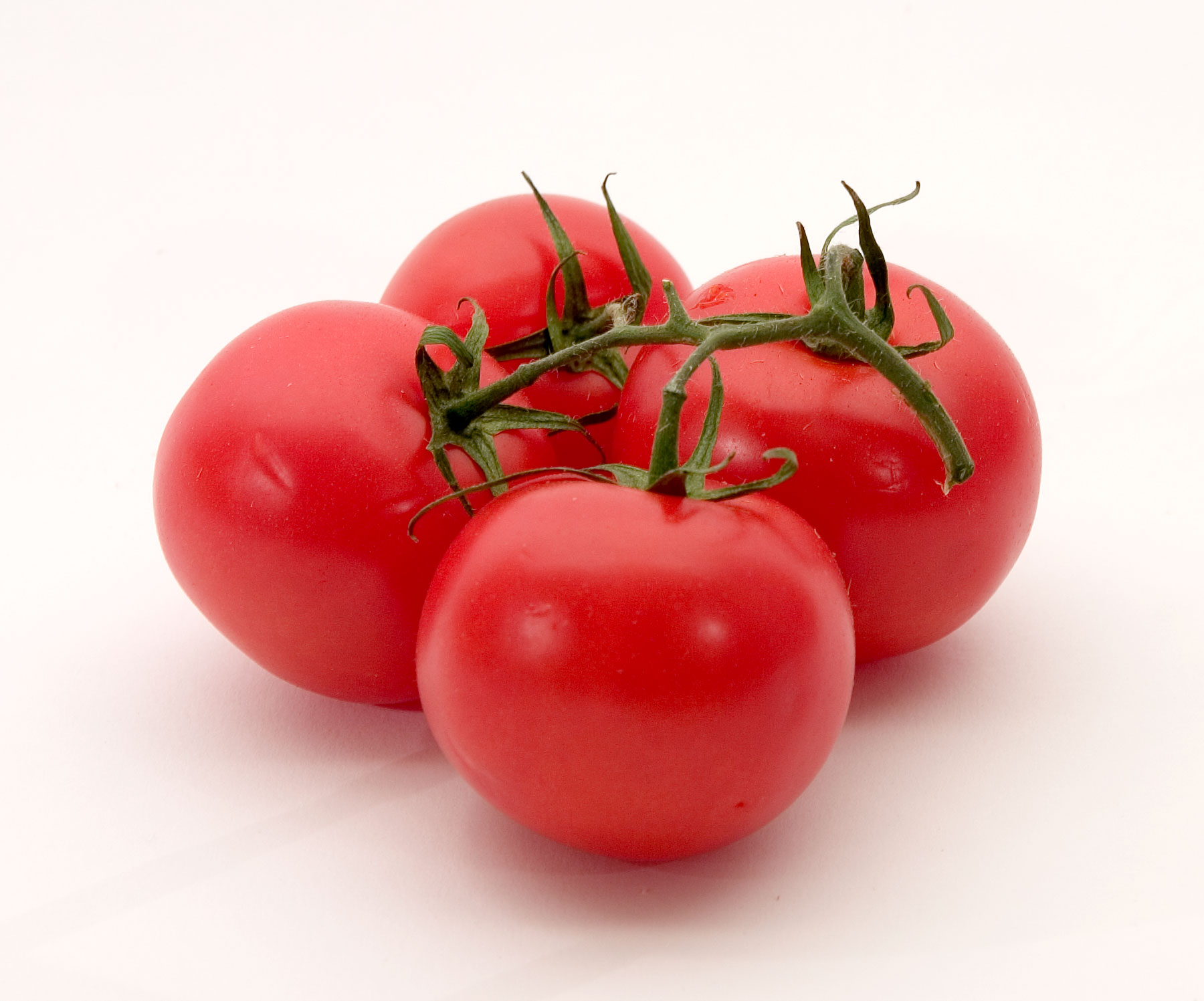
El tomate abre un capítulo especial dentro de la historia de la pizza.

La literatura romana y griega muestra como el empleo de panes planos es muy típico de las culturas mediterráneas, y tal y como se describe el pan y el queso ya existían anteriormente como alimento combinado. Se sabe que los etruscos aliñaban sus panes planos con diversos ingredientes (olivas, pasas, hierbas aromáticas, etc.) con el objeto de ser servidos durante las comidas. Agunos de los panes planos existentes en la península italiana son: schiacciata, piadina, farinata y panelle, entre otros. Todos ellos son panes planos antecedentes a la pizza, pero uno de los panes que suelen apuntar los historiadores es el focacius de época romana, que posteriormente se conoció como focaccia. El tomate llega a Italia en bajeles españoles en el año 1554.
Tal y como se ha mencionado, siglos antes el tomate fue uno de los ingredientes incorporados tardíamente a la pizza, al llevarse de América a Europa, y ya en el siglo XVI aunque presente en las plantaciones europeas no se comía por la creencia de que era venenoso (así como otras frutas de la familia de las Solanaceae). No obstante fue empleado como alimento en Italia en el año 1544, por primera vez y se denomina pomi d’oro (‘manzana de oro’). Sin embargo es en el siglo XVIII en las áreas pobres de los arrabales de Nápoles cuando se añadió tomate a un pan plano elaborado con levadura y de esta manera nació la pizza. Es posible que el deseo de innovación, o incluso la simple necesidad, fuera el origen de añadir salsa de tomate en su parte superior sobre un pan plano convirtiéndose en la pizza que conocemos en la actualidad. La pizza ganó popularidad y pronto se convirtió en una atracción de las personas que venían desde fuera a visitar la ciudad y que se aventuraban a entrar en las zonas pobres a probar esta especialidad local.
Se sabe que antes de la llegada del tomate a Italia, los napolitanos preparaban lo que hoy en día se denomina «pizza blanca» elaborada con ajo, perejil y aceite de oliva. En algunas ocasiones se empleaba un queso denominado caciocavallo (queso elaborado en aquella época con leche de yegua y que hoy en día se elabora con leche de búfala), o con un pequeño pescado denominado cecenielli («Pizza con i cecenielli»). Algunos historiadores se aventuran a decir que la aparición del tomate en las denominadas pizzas blancas se debe a la competencia que querían hacer los vendedores de pizzas a los vendedores de spaghetti (que ya ponían tomate en sus platos). Este casamiento entre el pan plano y el tomate en forma de salsa se produce a comienzos del siglo XVIII. La famosa pizza marinara data de 1734.
Se piensa que la palabra «pizza» proviene de pinsa, participio pasado del verbo latino pinsere, que significa ‘machacar’, ‘presionar’, ‘aplastar’. Esta descripción etimológica hace referencia a la manera de elaborar la masa de la pizza, así como a su origen en una forma de pan plano, aplastado sobre el piso del horno.

### Nápoles y suspizzaiolo

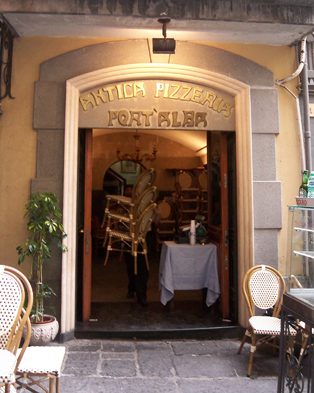
Antigua pizzería Port’Alba en Nápoles, probablemente la primera pizzería del mundo.

La antigua pizzería Port’Alba (‘puerta blanca’), en la ciudad de Nápoles, es considerada como la primera pizzería del mundo. En 1738 empezaron a producir pizzas para los viandantes y en 1830 se expandieron a una especie de pizzería-restaurante con mesas y camareros. Hoy en día sirven pizza bajo las mismas premisas.
Hacia 1830, el escritor francés Alexandre Dumas (padre) describe la pizza en la corte de Nápoles en su novela Le corrícolo.
Dumas describe la pobreza de la gente que habita la ciudad, a los que denomina lazzaroni (‘lazarones’, como evocación al pobre Lázaro, personaje bíblico) y describe cómo esas gentes humildes desayunan, almuerzan y cenan un pan plano al que añaden diversos ingredientes: «En Nápoles se elaboraba con aceite de oliva, tocino, queso, tomate y anchoas en salazón». El empleo de queso mozzarella (procedente de leche de búfala) se introduce en Italia debido a las invasiones de poblaciones procedentes de Asia.
La cocina napolitana es muy estricta con la elaboración de su pizza. Los puristas —como los dueños de la famosa pizzería Da Michele, en vía C. Sersale (fundada en 1870)— consideran que ahí solo se deben servir las dos pizzas «verdaderas»: la marinara y la margherita. La marinara es la más antigua y tiene un recubrimiento de salsa de tomate, orégano, ajo, aceite de oliva y algo de albahaca. El nombre «marinara» (‘marinera’) no se debe a que antaño esta pizza llevara pescado (como se cree popularmente) sino por ser la comida de los pescadores cuando retornaban de sus actividades en la bahía de Nápoles. La pizza «margherita» se atribuye a un tal Raffaele Esposito. Este Esposito trabajó en la pizzería Pietro... e basta così (literalmente ‘Pedro... y así es suficiente’), que fue fundada en 1780 y que hoy en día sigue operando bajo el nombre de Pizzería Brandi.). En 1889, para celebrar la visita del rey Umberto I y la reina Margherita Teresa de Saboya, Esposito inventó tres pizzas diferentes
La pizza elegida por la reina de entre las tres fue aquella que por sus contenidos le recordaba la bandera de Italia: verde (hojas de albahaca), blanco (queso mozzarella) y rojo (tomates). En honor de la reina, a esta pizza se la denominó «pizza Margherita».

### La pizza se hace popular en Italia
La pizza va muy poco a poco expandiéndose a lo largo del territorio italiano y además deja de ser una comida de gente humilde para acercarse a las clases aristocráticas. De esta forma la reina María Carolina d'Asburgo Lorena (1752-1814), esposa del rey de Nápoles, Ferdinando IV (1751-1821), hizo construir un horno especial en su palacio de verano de Capodimonte con el objeto de servir pizzas a sus invitados. La progresión de este alimento entre la aristocracia europea llega a diversos lugares de Italia, y en cada localidad la pizza se prepara básicamente igual pero con ligeras variaciones y con el empleo de ingredientes lugareños. La emigración de habitantes del sur al norte hace que las panaderías elaboren la pizza en diferentes localidades del territorio italiano, sobre todo cuando estos locales estaban regentados por napolitanos.
No obstante la pizza era entendida por la población italiana como una especialidad regional a lo largo del siglo XIX, y no fue hasta antes de la Segunda Guerra Mundial cuando empieza a propagarse de forma considerable a lo largo del territorio. Se sabe este efecto de expansión regional por los libros de cocina anteriores a la época de Mussolini, que si hacían referencia a la pizza la mencionaban como una especialidad napolitana. Fue la emigración interior de napolitanos, e italianos del sur, los que finalmente iniciaron la dispersión del conocimiento de la elaboración de la pizza en diversas regiones de Italia. Las tropas aliadas, tras la contienda de la Segunda Guerra Mundial ayudaron de alguna forma a esta dispersión ya que las tropas estacionadas en ciertas partes del sur de Italia, al desplazarse al norte reclamaban las pizzas que habían comido, haciendo de la venta de pizzas un negocio rentable.

## La pizza sale de Italia
Argentina, el país con mayor cantidad de italianos fuera de Italia y cuyos descendientes forman la mayor parte de la población, siendo llamados cariñosamente "Tanos", es el país con mayor proporción de pizzerias por habitante en el mundo. La historia de la pizza en Argentina empieza con la diáspora de italianos del mezzogiorno y desde Génova.
Hoy en día la pizza es uno de los alimentos preferidos por los Argentinos, siendo no solo un producto de consumo, sino que es muy habitual su producción casera, tanto en la familia como en reuniones de amigos. 
Cabe destacar, además de los estilos típicos, dos inventos Argentinos, la pizza a la parrilla y la pre pizza. La primera es un estilo de elaboración directamente sobre la parrilla sin uso de piedra, y la segunda es la base de la pizza con salsa de toamte que se pre hornea y se refrigera. De esta forma se puede elaborar pizza en el momento solo terminando su cocción en horno con el queso. La pre pizza se prepara en la casa y se guarda pero también se comercia a nivel barrial siendo una fuente secundaria de ingresos para las familias.
U.S.A

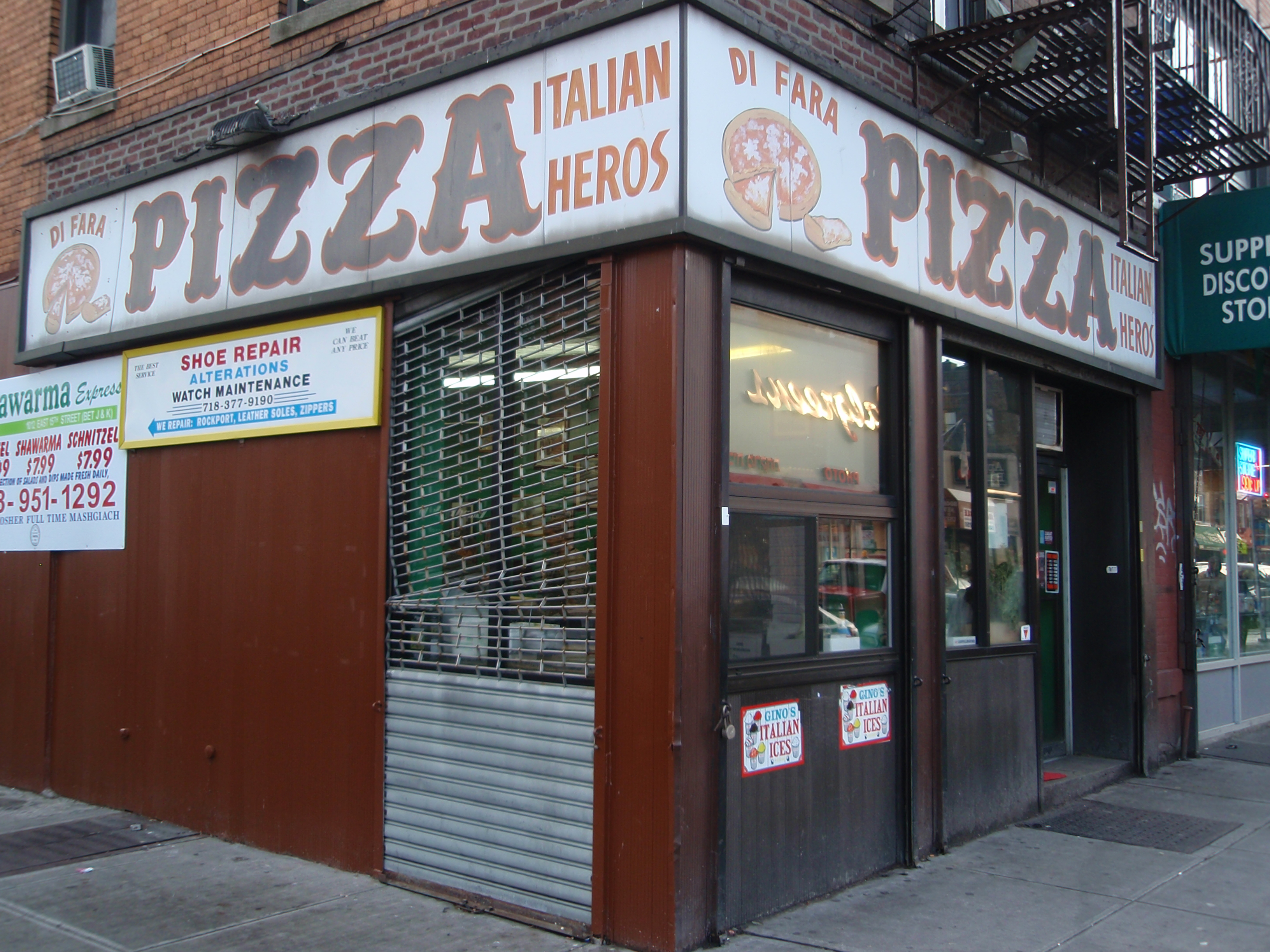
Imagen habitual en las grandes ciudades de finales del, una pizzería en la esquina.

Los inmigrantes napolitanos e italianos llevaron sus costumbres culinarias a diversas partes del mundo, de esta forma en Estados Unidos los panaderos italianos de Nueva York empiezan a elaborar pizzas en 1902 a las colonias de inmigrantes establecidas en la ciudad. Uno de los primeros panaderos italo-americanos en reclamar la elaboración de la primera pizza en América es Gennaro Lombardi en 1905 conocido en la actualidad como "Patriarca della Pizza" y cuyo restaurante es Lombardi's en Little Italy, Manhattan (en la 53 1/2 Spring Street). A finales del siglo XIX salen de Italia cerca de cuatro millones de Italianos con destino a América.
En los años 1920s la pizza era un alimento habitual en las festividades y ferias italianas de Norteamérica. Su competencia con otras comidas étnicas era fuerte, pero fue tras la Segunda Guerra Mundial cuando empezó a popularizarse fuera de las colonias de inmigrantes italianos existentes en el mundo y en especial en Estados Unidos. Pronto se abrirían pizzerías con una nueva forma de entender los negocios de restauración: la franquicia. En Europa la propagación de la inmigración italiana subía por el norte hacia Alemania, esta inmigración hizo que se hiciera popular en este país la elaboración de pizzas, pero su evolución no fue tan significativa como en Estados Unidos.
Los soldados americanos acostumbrados a comer pizzas durante la Segunda Guerra Mundial, hicieron que la demanda creciese en EE. UU. En EE. UU. se llegó a denominar en los primeros momentos como "tomato pie" (Torta de tomate). al regresar tras la contienda y esto hizo que la popularidad creciera a lo largo de los años cincuenta. Los actores, los periodistas y las celebridades de origen italiano aparecían y mencionaban al público su devoción por la pizza. Algunos actores como Dean Martin muestran en canciones de la época: "When the moon hits your eye like a big pizza pie, that's amore" (Cuando la luz de la luna se refleja en tus ojos como una gran pizza: eso es amor). Esta popularidad impulsa en 1957 a los hermanos Celentano (Celentano Brothers) a patentar y comercializar por primera vez pizzas congeladas, pronto se convertiría la pizza en uno de los alimentos congelados por excelencia en EE. UU. y en el resto del mundo. La sociedad empieza a motorizarse a lo largo de los años cuarenta y en los sesenta esta forma de vida da luz a un concepto nuevo de alimentación: "fast food".
Las franquicias impulsaron la dispersión de otros alimentos "fast food" como puede ser la hamburguesa o el hot dog y su éxito pronto se probó con las pizzas. La pizza se expande en esta forma de negocio durante los años 1950 gracias a la idea de diversos empresarios. La primera franquicia se abrió en Estados Unidos y se denominaba Shakey's Pizza y comenzó su operación en 1954. La siguiente franquicia que se expandió fuera del territorio fue pizza Hut que empezó sus operaciones 1958 gracias a un estudiante de 18 años (Frank Carney) que vio posible abrir un negocio de este tipo.

## Pizza en la actualidad
La "Associazione Verace Pizza Napoletana" ("Asociación para auténtica pizza napolitana") fue fundada en 1984 y solo reconoce la Marinara y la Margherita, y establece un número fijo de reglas para su elaboración. Estas incluyen la elaboración de la pizza en horno con leña, a 485 °C durante no más de 60 a 90 segundos; que la base debe estar hecha a mano, que el tamaño de la pizza no debe ser más de 35 cm en diámetro o que no debe ser más gruesa de un centímetro en el centro, etc. Las pizzerías más famosas y tradicionales en Nápoles son: Da Michele, Port'Alba, Umberto, Brandi, Di Matteo, Sorbillo, Trianon y Luigi Lombardi Di Santa Chiara. La mayoría de ellas se encuentran en el centro histórico de la ciudad. Algunas de ellas tienen sus propias reglas, por ejemplo, las pizzas de "San Marzano" emplean tomates cultivados en las laderas del Monte Vesubio y solo aceite de oliva vertido en dirección de las agujas de reloj. Las bases de la pizza se diferencian en diversos lugares de Italia, en Nápoles es blanda pero en Roma son crujientes. En Italia es popular la "pizza al taglio" que se trata de una pizza rectangular que lleva una variedad de ingredientes.
En 1983 Carmela Vitale, de Dix Hills, estado de Nueva York (Estados Unidos) inventa el guardapizza bajo patente (N.º 4 498 586) fue registrada el 10 de febrero de 1983 y aprobada el 12 de febrero de 1985. Una compañía italiana diseñó en 2010 una caja de pizza que incluye un guardapizza en el propio cartón. En el mes de diciembre de 2009, la pizza napolitana fue reconocida con un estatus geográfico especial (Denominación de Origen) por la Unión Europea.

## Etimología
El primer registro escrito de uso de la palabra "pizza" se remonta al año 997 después de Cristo. El mismo corresponde a un texto en latín encontrado en el sur de Italia, más específicamente en la ciudad de Gaeta. Se desconoce con certeza qué otras expresiones pueden haber dado origen a esta palabra, pero hay varias teorías:
- La palabra en alemán antiguo "bizzo" o "pizzo", que en español significa "bocado". Fue llevada a Italia a mediados del siglo VI por la invasión de los lombardos. Este origen es el apoyado por "Oxford English Dictionary" (Diccionario de inglés de Oxford), aunque aclara que no es certero.
- La palabra en latín "pinsa", el pasado participio de "pinsere", que significa "aplanar" y se referiría al aplanamiento de la masa.
- La palabra italiana "pizzicare", en español la traducción más correcta sería "sacar" y se referiría a "sacar" la pizza rápidamente del horno
- La palabra latina “picea” que describe el oscurecimiento del pan en el horno o las cenizas negras que se juntan debajo de éste.
- La palabra aramea “pita”, que está en el Talmud de Babilonia y se refiere al pan en general.
- La palabra en griego antiguo πικτή (pikte), "pastelería fermentada", que luego en latín se transformó en "picta", y luego evolucionó a pizza.